# پادشاه گیرو
پادشاه گیرو (به کره‌ای: 기루왕)، (سلطنت: ۷۷~۱۲۸ میلادی)؛ سومین پادشاه بکجه، یکی از سه پادشاهی کره و پسر دومین پادشاه بکجه، پادشاه دارو بود.

## پیش‌زمینه
او پسر ارشد پادشاه دارو بود و درسال ۳۳ میلادی ولیعهد شد. وی با مرگ پدرش پادشاه دارو درسال ۷۷ میلادی که پنجاهمین سال سلطنت پادشاه دارو بود به سلطنت رسید. نویسنده سامگوک ساگی می‌نویسد که «علم او بسیار زیاد بود و جزییات جزئی در نیاتش باقی نگذاشت».

## حکومت
اطلاعات کمی در مورد جزئیات سلطنت او وجود دارد.  نویسنده سامگوک ساگی چندین بلایای طبیعی از جمله زلزله، خشکسالی و طوفان را ثبت کرده است، که تصور می‌شود نشانه‌ای برای پادشاهی است.
او درسال ۸۵ میلادی شروع به تهاجم به حومه پادشاهی همسایه شیلا کرد، اما درسال ۱۰۵ میلادی یک معاهده صلح امضا کرد. پس از آن بکجه و شیلا در صلح بودند. درسال ۱۲۵ میلادی، پادشاه گیرو به درخواست پادشاه جیما برای دفع تهاجم مالگال به شیلا کمک فرستاد. از آنجایی که هیچ دشمنی در سمت شرق بکجه وجود نداشت، او با گوگوریو متحد شد و درسال ۱۲۲ میلادی ۱۰٫۰۰۰ سرباز به فرمانداری زوانتو فرستاد.
سامگوک ساگی:
- ۸۵ میلادی، بهار، ماه اول. سربازان برای حمله به مرزهای شیلا اعزام شدند. تابستان، ماه نهم.  ستاره جدیدی در محوطه ممنوعه بنفش دیده شد.

- ۸۷ میلادی، پاییز، هشت ماه، آخرین روز ماه. خورشید گرفتگی رخ داد.

- ۸۹ میلادی، تابستان، ماه ششم. زمین‌لرزه‌ای بود که خانه های مردم را شکست و غرق کرد. خیلی‌ها مردند.

- ۹۰ میلادی، بهار، ماه سوم. خشکسالی شدیدی بود که باعث شد جو رشد نکند. تابستان، ماه ششم.  باد شدیدی می‌وزید که درختان را ریشه کن کرد.
- ۹۲ میلادی، تابستان، ماه ششم، روز اول ماه. خورشید گرفتگی رخ داد.

- ۹۳ میلادی، پاییز، ماه هشتم.  پنج تخته سنگ همگی همزمان از قله کوه هونگ به پایین سقوط کردند.

- ۹۷ میلادی، تابستان، ماه چهارم. دو اژدها در رودخانه هان دیده شدند.

- ۹۹ میلادی، پاییز، ماه هشتم. سرمازدگی بود که حبوبات را از بین برد. زمستان، ماه دهم. باران و تگرگ آمد.

- ۱۰۳ میلادی، پادشاه به شکار در کوه هان رفت. او یک گوزن فوق العاده را شکار کرد.

- ۱۰۵ میلادی، سفیرانی به شیلا برای صلح اعزام شدند.

- ۱۰۷ میلادی، زمستان. باران نبود.

- ۱۰۸ میلادی، بهار و تابستان. خشکسالی شد و مردم به آدمخواری روی آوردند. پاییز، ماه هفتم. مالگال به قلعه اوگوک (کره‌ای: 우곡성; هانجا: 牛谷城) حمله کردند، غارت کردند، سپس مردم را دزدیدند و برگشتند.

- ۱۱۱ میلادی، بهار، ماه سوم. زمین‌لرزه رخ داد. زمستان، ماه دهم. یک زمین لرزه دیگر رخ داد.
- ۱۱۳ میلادی، سفیرانی برای بررسی شیلا اعزام شدند.

- ۱۱۶ میلادی، ماه ششم  ده روز باران زیاد بود.  رود هان طغیان کرد و خانه های مردم را ویران کرد. پاییز، ماه هفتم. پادشاه به مقامات دستور داد تا از مزارع آسیب دیده از آب مراقبت کنند.

- ۱۲۵ میلادی، شیلا توسط مالگال مورد حمله قرار گرفت. آنها درخواست کتبی برای سربازان فرستادند. پادشاه پنج ژنرال را با ارتششان فرستاد تا آنها را نجات دهند.

- ۱۲۸ میلادی، زمستان، یازدهمین ماه. پادشاه درگذشت.

## خانواده
- پدر: پادشاه دارو
- مادر: ناشناخته
  - ملکه(ها): ناشناخته 
    - پسر اول: چهارمین پادشاه بکجه، پادشاه گه‌رو - قبل از اینکه پادشاه شود او به عنوان بویو گه‌رو شناخته می‌شد.
    - پسر دوم: بویو جیل - در آوریل ۲۴۲ میلادی او به عنوان اوبو منصوب شد. (فرزند مورد مناقشه است[۵])